# الرحيبة (حبيش)

تعديل مصدري - تعديل

الرحيبة محلة تابعة لقرية الشعب، التابعة لعزلة جبل خضراء بمديرية حبيش إحدى مديريات محافظة إب في الجمهورية اليمنية، بلغ تعداد سكانها 22 حسب تعداد اليمن لعام 2004.